# Il richiamo di Cthulhu (gioco di carte)
Il richiamo di Cthulhu è un gioco di carte collezionabili prodotto dalla Fantasy Flight Games e distribuito in Italia da Nexus Editrice. È basato sulle ambientazioni dei Miti di Cthulhu, tratte dai romanzi di Howard Phillips Lovecraft, e condivise con l'omonimo gioco di ruolo.
Nel 2004, la Chaosium ha concesso alla Fantasy Flight Games (FFG) la licenza di produrre il gioco di carte collezionabili, ispirandosi ai Miti di Cthulhu. Il gioco è stato progettato da Eric M. Lang, utilizzando tutti gli elementi tipici dei Miti: tomi arcani e proibiti, investigazioni sul paranormale, i Grandi Antichi, i loro servitori e adoratori (i cultisti), cospirazioni non umane e pericoli dallo spazio profondo. L'ambientazione è collocata temporalmente nel 1928.
Darrel Hardy della FFG ha sviluppato l'ambientazione della trama, mentre i testi (compresi i nomi delle carte e le citazioni a corredo) sono stati scritti da Pat Harrigan.
La traduzione della versione italiana (uscita nel 2005) è stata curata da Roberto Fogliardi, membro del collettivo Paolo Agaraff, che ha scritto vari racconti e romanzi di ispirazione lovecraftiana.
Il set base è costituito da 235 carte, divise in fisse (sempre comprese in un mazzo base), comuni, non comuni e rare. La prima edizione esce con il nome di Arkham, quindi viene aggiornata e ripubblicata come Edizione Arcana.  Seguono quindi due espansioni collezionabili: Città dimenticate e Maschere di Nyarlatothep.

## Il gioco
I giocatori allegano le risorse prese dalle carte della mano a domini che vengono prosciugati per giocare carte della propria mano. I domini, quindi, giocano un ruolo simile alle terre di Magic.L'obiettivo consiste nel completare delle storie, ottenendo Segnalini di vittoria. Cinque Segnalini di vittoria consentono di aggiudicarsi una Carta Storia; con tre carte storia ci si aggiudica la partita. Per ottenere segnalini vittoria e quindi aggiudicarsi le storie, i giocatori devono vincere i confronti, e possono farlo assegnando Carte Personaggio alle medesime storie. Se un giocatore finisce le sue carte perde automaticamente la partita, e quindi la strategia di far finire le carte all'avversario può essere una tecnica vincente.

### Le carte
Esistono quattro tipi di carte nel gioco base: Carte Storia, Carte personaggio, Carte Evento, e Carte Supporto. Tutte le carte, eccetto le Carte Storia, hanno un costo e sono collegate a una fazione.
- Come descritto in precedenza, le Carte Storia sono la base del gioco, strettamente legate al meccanismo e agli obiettivi di vittoria. Il gioco si completa piazzando Segnalini di vittoria sulle carte storia. Quando un giocatore ha piazzato cinque segnalini di vittoria, la storia viene aggiudicata e si ha la possibilità di eseguire (o ignorare) l'effetto collegato scritto su tale carta. Vincendo tre carte storia si vince la partita.
- Le Carte Personaggio sono gli strumenti che i giocatori utilizzano per cercare di completare le storie. Possiedono delle abilità che vengono rappresentate tramite delle icone che vengono utilizzate durante la fase di gioco detta del confronto di icone.
- Le Carte Evento possono essere giocate solo in modalità istantanea e non rimangono in gioco, al contrario di quelle precedentemente descritte.
- Le Carte Supporto hanno un effetto persistente, positivo o negativo, a seconda dei casi.